# SuperTurnê: A Primeira e a Última Noite
SuperTurnê: A Primeira e a Última Noite é um filme-concerto brasileiro produzido pelo cantor e compositor Jão e dirigido por Renan Augusto. O filme documenta os três shows de São Paulo da SuperTurnê (2024–2025), quarta turnê do artista.
As filmagens ocorreram em janeiro de 2024 e 2025 nos três shows no Allianz Parque em São Paulo. Jão já havia afirmado que haveria um registro da turnê, e lançou durante todo o ano de 2024 e começo de 2025 algumas dessas imagens. O anuncio ocorreu no dia 12 de março de 2025, cujas vendas se iniciaram horas mais tarde do mesmo dia.
A pré-estreia do filme ocorreu no dia 19 de março de 2025 na unidade Cinemark do Shopping Cidade São Paulo dois dias antes de seu lançamento oficial. A estréia ocorreu no dia 21 de março para mais de 50 salas de cinema ao redor do Brasil.

## Antecedentes e desenvolvimento
Em 26 de julho de 2023, foi anunciado que Jão e a produtora 30e firmaram parceria para realização da próxima turnê nacional do cantor. Em 8 de agosto de 2023, Jão publicou uma carta em suas redes sociais, anunciando que seu quarto álbum de estúdio se chama Super: "Esse é um álbum finamente pensado para ser gritado ao vivo, nos maiores palcos do país. Juntos". Em 13 de agosto de 2023, durante uma sessão de audição gratuita do álbum, Jão anunciou que o primeiro show da turnê seria no dia 20 de janeiro de 2024, no Allianz Parque, em São Paulo. O álbum Super, que encerra o ciclo dos quatro primeiros álbuns do artista, foi oficialmente lançado em 14 de agosto de 2023  e Jão anunciou as primeiras datas em 16 de agosto de 2023, cujos ingressos começaram a ser vendidos em 17 de agosto.

## Produção
Os dois primeiros concertos realizados em São Paulo foram registrados; o primeiro show foi inteiramente gravado para o filme juntamente com o segundo show,  que também teve uma transmissão inédita realizada em conjunto pelo Multishow e o Globoplay, ficando disponível no catálogo do streaming por algumas semanas após. O filme, que inicialmente se trataria de um documentário da turnê, foi confirmado por Jão nas redes sociais, mas sem uma data prevista. O cantor acabou lançando um trecho inédito em registro da performance de "Julho", prometendo que iria lançar de forma oficial. Durante o último show da turnê em 2025, fãs notaram que as performances inéditas daquela noite estavam sendo registradas, o que aumentou ainda mais os rumores de um possível lançamento.

## Anúncio e vendas
O anúncio oficial ocorreu no dia 12 de março de 2025, por meio de um trailer e um pôster oficial divulgados em todas as redes sociais do cantor anunciando a estréia para o dia 21 do mesmo mês e uma pré-estreia exclusiva que ocorreria dois dias antes.
O trailer mostra imagens dos concertos e imagens inéditas de bastidores, que mostram um pouco do processo de criação do álbum Super, além de ensaios e momentos antes da noite de abertura da turnê.
As vendas se iniciaram horas mais tarde daquele dia, tanto para o final de semana da estréia quanto também para a pré-estréia. Jão e sua equipe disponibilizaram dias depois novas cidades e também novas sessões em outras redes de cinema para a sua exibição, devido a alta procura pelos ingressos.

## Lançamento
Uma premiere do filme ocorreu no dia 19 de março de 2025 na unidade Cinemark do Shopping Cidade São Paulo, localizado na Avenida Paulista. O evento contou com a presença de famosos e convidados, além de Jão e sua equipe de sua empresa UFO juntamente com sua banda e balé que participaram dos registros da turnê. A estreia oficial ocorreu para mais de 50 salas de cinema ao redor do Brasil no dia 21 de março, contando com a aparição surpresa do cantor em uma das sessões ocorridas no Shopping Eldorado, na capital paulista.

## Repertório
1. "Escorpião" (contém elementos de "Rádio")
2. "A Rua"
3. "Essa Eu Fiz Pro Nosso Amor"
4. "Doce"
5. "Supernova"
6. "Imaturo"
7. "Gameboy"
8. "Modo de Dizer"
9. "Rádio"
10. "Monstros"
11. "Vou Morrer Sozinho"
12. "Sinais"
13. "A Última Noite" (contém elementos de ":( (Nota de voz 8)")
14. "Carnaval"
15. "Acontece"
16. "Julho"
17. "Santo"
18. "Idiota"
19. "Lábia"
20. "Locadora (Versão Extendida)"
21. "Barcelona"
22. "Dança Pra Mim"
23. "Ressaca"
24. "Paranoid"
25. "Meninos e Meninas"
26. "Acidente"
27. "Não Te Amo"
28. "Olhos Vermelhos"
29. "Eu Posso Ser Como Você" (contém elementos de "Eu Quero Ser Como Você")
30. "Se o Problema Era Você, Por Que Doeu em Mim?"
31. "Maria"
32. "São Paulo, 2015"
33. "Religião"
34. "Pilantra"
35. "Me Lambe"
36. "O Triste é Que Eu Te Amo"
37. "Super"
38. "Alinhamento Milenar"